# Unit 4 + 2
Unit 4 + 2 war eine britische Rockband, die Mitte der 60er Jahre insbesondere durch den Hit Concrete and Clay in England und den USA recht bekannt war und heute Kultstatus genießt.

## Beschreibung
Gegründet wurde die Band 1963 in Hertfordshire von Peter Moules, David Meikle, Howard Lubin und Thomas Moeller als „Unit 4“. Spielte man zunächst Folkmusik, orientierte man sich schnell zum Rock. Als kurze Zeit später zwei weitere Mitglieder zu der Gruppe stießen, änderte man den Bandnamen der Einfachheit halber in „Unit 4 + 2“.
Anfang 1964 erschien die erste Single Green Fields, die sich jedoch nur mittelprächtig verkaufte (UK Platz 48). Der große Erfolg kam mit Concrete and Clay, die in den USA Platz 28 (5/65) erreichte und es in England auf Platz 3 der Hitparade (2/65) schaffte.
Zudem wurde die Platte von Radiostationen der ganzen Welt gespielt. Auch die Nachfolgesingle You’ve never been in love like this before erreichte in England noch recht gute Notierungen, kam unter die „Top Twenty“ und erreichte Platz 14.
Auf ihrer ersten LP Unit 4+2 befanden sich sowohl folkorientierte Songs wie Cotton Fields und La Bamba als auch Merseybeat-Einflüsse (Couldn’t keep it to myself oder Boy from New York City). Im Kern blieben sie eine Folkgruppe der 1960er Jahre, die sich Verstärker zugelegt hatte.
Ab 1966 gab es etliche Mitgliederwechsel in der Gruppe, die dann 1968 endgültig zerfiel. U. a. gehörten auch Russ Ballard und Bob Henrit (beide später bei Argent) zeitweilig dazu.
Der Song Concrete and Clay erreichte 1976 in einer Coverversion von Randy Edelman Platz 11 in Großbritannien und 1986 von Hong Kong Syndikat in Deutschland erneut vordere Hitparadenpositionen.

## Mitglieder
- Peter „The Count“ Moules (14. Oktober 1944), Leadgesang
- David „Buster“ Meikle (1. März 1942), Gitarre
- Howard „Lem“ Lubin, Gitarre
- Thomas „Sweat“ Moeller (23. Februar 1945), Keyboard
- Rod „Humble“ Garwood (27. März 1944), Bassgitarre
- Hugh „Pigmy“ Halliday (12. Dezember 1944), Schlagzeug

## Diskografie

### Alben
- 1965: Unit 4 + 2
- 1969: Butterfly

### Singles
| Jahr | Titel Album                                  | Höchstplatzierung, Gesamtwochen, AuszeichnungChartsChartplatzierungen (Jahr, Titel, Album, Platzierungen, Wochen, Auszeichnungen, Anmerkungen) | Anmerkungen |
| Jahr | Titel Album                                  | UK | Anmerkungen |
| ---- | -------------------------------------------- | --- | ----------- |
| 1964 | The Green Fields                             | UK48 (2 Wo.)UK |             |
| 1965 | Concrete and Clay                            | UK1 (15 Wo.)UK |             |
| 1965 | (You’ve) Never Been In Love Like This Before | UK14 (11 Wo.)UK |             |
| 1966 | Baby Never Say Goodbye                       | UK49 (1 Wo.)UK |             |

Weitere Singles
- 1964: Sorrow and Pain
- 1965: Hark
- 1965: You’ve Got To Be Cruel To Be Kind
- 1967: I Was Only Playing Games
- 1967: Too Fast, Too Slow
- 1967: Butterfly
- 1968: You Ain’t Goin’ Nowhere
- 1969: 3:30